# Lovell (Maine)
Pour les articles homonymes, voir Lovell.
Lovell est une ville des États-Unis située dans le comté d'Oxford (État du Maine). Elle compte 1 140 habitants au recensement de 2010 mais sa population augmente fortement l'été. C'est en effet un lieu de villégiature estival en raison de sa proximité avec Kezar Lake. 